# Bura (narod)
Bura, čadski narod iz Nigerije u državama Borno i Adamawa. Govre istim jezikom kao i pleme Pabir od kojih se etnički razlikuju. Pleme Bura živi u malenim autonomnim selima od 100 do 500 osoba, a za razliku od muslimanskih Pabira oni su najvećim dijelom kršćani. Prema nekim autorima (Meek, 1931:234 i Blench, 1999) jezično su im najbliži Margi (Marghi). Bura i Pabir imaju istu lokalnu ekonomiju, agrikultura, lov i ribolova te tkalaštvo i drvorezbarstvo.
Porijeklo plemena u području Borno, uključujući i narod Bura je iz Jemena odakle su se prvo nastanili u području Nila i zatim oko 600 iza Krista raširili u Saharu i Sudan. To su današnji čadski narodi koji govore afroazijskim jezicima. U podrručju Borno njihovi preci stići će oko 800 godine. Prastanovnike koje su tu susreli zacijelo su u nekim slučajevima bili zarobljeni i tretirani kaso robovi, a u drugim ds su dvije skupine asimilirane.
Ime Bura isprva je označavalo samo zemlju (Buraland) na kojoj su se nastanili, a kasnije dolaskom pridošlica (pleme Pabir), počeo se upotrebljavati i za narod.